# Anglosaska književnost
Anglosaska književnost je definicija dana skupu književnih djela koja su ispisana na anglosaskom jeziku i pripadaju u cijelosti anglosaskoj kulturi, Anglosasima i anglosaskome jeziku.
Obuhvaća književnost koja je napisana na staroengleskom jeziku (također zvanim anglosaskim) u anglosaskoj Engleskoj. Nastala je u razdoblju od 7. stoljeća do normanskog osvajanja Engleske 1066. godine. Anglosaska književnost sadrži djela iz žanrova kao što su epsko pjesništvo, hagiografija, propovjedi, Biblijski prijevodi, zakonska djela, kronike, zagonetke i ostalo. Ukupno je sačuvano 400 rukopisa iz tog razdoblja.
Među najvažnija djela iz tog vremena je poema Beowulf koja je postala nacionalnim epom u Engleskoj. Anglosaska kronika je dokument koji se pokazao značajnim kad se proučava ono razdoblje, jer je sačuvala kronologiju rane engleske povijesti, dok je poema Cædmon iz 7. stoljeća preživjela kao najstariji književni rad na engleskom jeziku.